# Mérindade d'Olite
La mérindade d'Olite (Erriberriko merindadea en basque ou Merindad de Olite en espagnol) est une des cinq mérindade dans la communauté forale de Navarre. Située dans la partie centre-sud de la province, sa capitale est Olite et sa ville principale est Tafalla. 
Elle est bordée au nord par la mérindade de Pampelune, au nord-est par la mérindade de Sangüesa, au sud par la mérindade de Tudela et à l'ouest par mérindade d'Estella.

## Régions
- Ribera : Azagra, Faltzes, Funes, Martzilla, Milagro, Murillo el Cuende et Santakara .
- Orbaibar : Barasoain, Garinoain, Leotz, Oloritz, Orisoain, Puiu et Untzue .
- Tafallaldea .

## Municipalités
Artajona, Barásoain, Beire, Berbinzana, Caparroso, Falces, Funès, Garínoain, Larraga, Leoz, Marcilla, Mendigorría, Milagro, Miranda de Arga, Murillo el Cuende, Murillo el Fruto, Olite, Olóriz, Orísoain, Peralta / Azkoien, Pitillas, Pueyo, San Martín de Unx, Santacara, Tafalla, Ujué et Unzué.